# Vetenskapsradion Forskarliv
Vetenskapsradion Forskarliv är Sveriges Radios populärvetenskapliga program om forskning och forskare med underrubriken Vi möter en forskare som berättar om vägen till och genom forskningen. Redaktionen består av Camilla Widebeck.
Programmet sänds på onsdagar i Sveriges Radio P1, och det första programmet sändes i januari 2020.